# A71 (Frankrike)

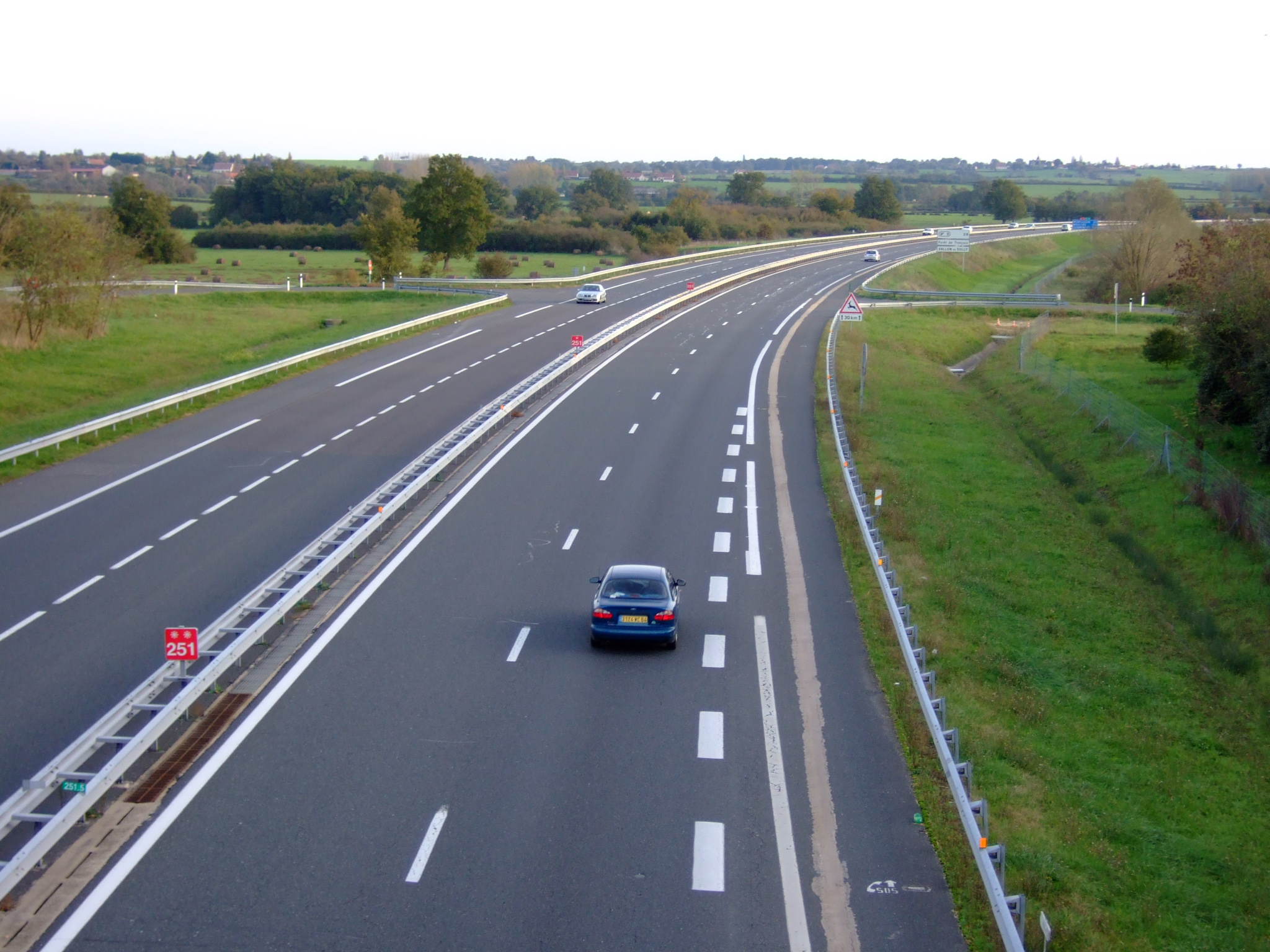
A71 i närheten av Saint-Amand-Montrond.

A71 (Autoroute française A71) är en fransk avgiftsbelagd motorväg som går från Orléans i norra Centre-Val de Loire till Clermont-Ferrand i Auvergne-Rhône-Alpes.